# Андрес Раміро Ескобар
Андрес Раміро Ескобар Діас (ісп. Andrés Ramiro Escobar Díaz, 14 травня 1991, Пуерто-Техада) — колумбійський футболіст, нападник «Естудьянтеса» (Ла-Плата).

## Біографія

### Клуб
Вихованець клубу «Депортиво» (Калі). Дебютував у чемпіонаті Колумбії за «Депортиво» 2 травня 2010 року в матчі проти «Енгівалдо» (1:0). В листопаді 2010 року разом із клубом став володарем кубка Колумбії, забивши в обох матчах фіналу.
31 серпня 2011 року за 1,8 мільйона доларів перейшов у «Динамо» (Київ), підписавши контракт на 5 років. У складі «Динамо» дебютував 21 вересня 2011 року в матчі на кубок України проти команди «Кремінь» з Кременчука. Вийшовши на заміну, він провів на полі 18 хвилин.
Проте пробитися до основної команди «Динамо» колумбієць не зміг і провівши один сезон у молодіжному чемпіонаті, влітку 2012 року повернувся в «Депортиво» (Калі) на правах оренди, розраховану на один рік. Ескобар пояснив, що переоцінив свої сили, переходячи в «Динамо», з ілюзіями, що стане ведучим футболістом клубу, але зіткнувся там з конкуренцією з багатьма сильними футболістами, яку не витримав, але сподівається закріпитися в «Динамо» з другої спроби після закінчення оренди в «Депортіво Калі».
Влітку 2013 року повернувся в Київ, але вже 18 липня, разом з одноклубником Факундо Бертольйо, відправився в річну оренду з правом викупу в французький «Евіан», що виступав у Лізі 1. Проте за пів року Андрес з'явився на полі всього 5 разів та награв в цілому 58 хвилин, через що на початку лютого французький клуб достроково розірвав договір оренди.
15 лютого 2014 року Ескобар був відданий в оренду американському «Далласу». 19 грудня 2015 року Андрес був відданий в оренду колумбійському клубу «Мільйонаріос» на один рік з правом подальшого викупу.
9 лютого 2017 року перейшов на правах оренди до кінця року в бразильську «Васко да Гаму», де провів увесь рік, а на початку 2018 року підписав контракт на правах вільного агента з аргентинським «Естудьянтесом» (Ла-Плата).

### Збірна
У 2010–2011 роках виступав за молодіжну збірну Колумбії, у складі якої був переможцем міжнародного турніру в Тулоні (2011).

## Досягнення
- Володар кубка Колумбії: 2010
- Володар кубка міжнародного турніру в м. Тулон: 2011